# Аброний Силон
Аброний Силон (на латински: Abronius Silo) e латински поет през 1 век пр.н.е.
Произлиза от фамилията Абронии, която става известна по времето на римския император Август.
Ученик е на реторика Марк Порций Латрон. Запазени са само два негови хекзаметра. Аброний Силон има син, който е поет и пише пантоними.